# Lexus GS
Lexus GS – samochód osobowy klasy średniej wyższej produkowany przez japońską markę Lexus w latach 1991 - 2020. Pierwsze dwie generacje sprzedawane były na rodzimym rynku pod nazwą Toyota Aristo. Na 2020 rok zaplanowane jest zakończenie produkcji modelu. Miejsce Lexusa GS na europejskim rynku zajęła siódma generacja zbliżonego rozmiarami sedana ES.

## Pierwsza generacja

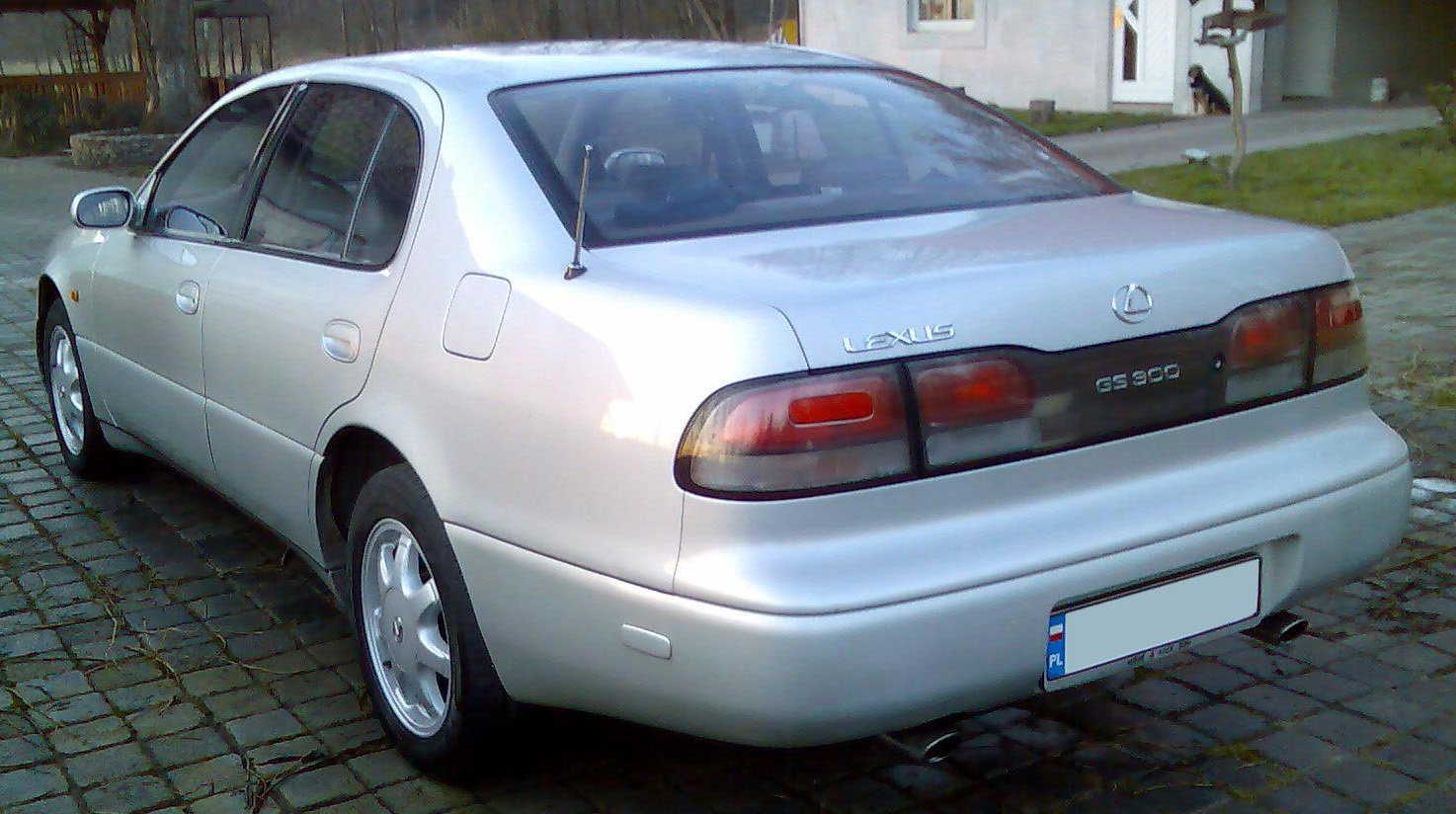
Tył GS I

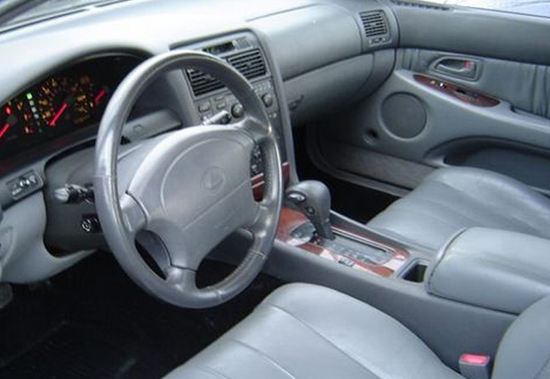
Wnętrze

W 1993 roku rozpoczęto sprzedaż Lexusa GS I, który sprzedawany był od 1991 roku jako Toyota Aristo. Sylwetka zaprojektowana przez Italdesign Giugiaro łączyła elementy sztandarowej limuzyny LS oraz modelu SC. Samochód wyposażono w silnik Toyoty 2JZ-GE o mocy 212 KM, który przez automatyczną, czterobiegową skrzynię biegów (tryb pracy normalny oraz sportowy) napędzał koła tylne. Wyposażenie standardowe obejmowało elektroniczną klimatyzację, elektrycznie sterowane szyby, lusterka i kierownicę (w 2 płaszczyznach), tempomat, wykończenie wnętrza z drewna orzechowego, airbag kierowcy i pasażera oraz nagłośnienie firmy Nakamichi. Jako wyposażenie opcjonalne dostępne były: kontrola trakcji TRAC, skórzana tapicerka, podgrzewane fotele, spryskiwacze reflektorów, szyberdach i zmieniarka CD w bagażniku na 12 płyt.
Rok 1996 przyniósł drobne modyfikacje modelu (poprawiono zawieszenie przednie). Dostępna była również wersja T3 o mocy 219 KM. Raptem 7 KM różnicy w T3 uzyskano dzięki zastosowaniu układu wydechowego ze stali szlachetnej, zbudowanego w sposób zapewniający skuteczniejszy przepływ spalin. Jednak opony jakie zastosowano w tym modelu o rozmiarze: z przodu 245/40-ZR18, z tyłu 275/35-ZR 18 skutecznie podniosły spalanie auta jak i obniżyły jego dynamikę.
GS miał zapełnić cenowo lukę po modelu LS 400, którego cena wzrosła od momentu wprowadzenia go na rynek w 1989 roku. Do czasu wprowadzenia GS 300, cena topowego modelu LS wzrosła z początkowych 35 000 $ 47 000 $. Sugerowana cena nowego GS 300 na rynku amerykańskim wynosiła 37 930 $. Sprzedaż modelu utrzymywała się na umiarkowanym poziomie, w roku 1993 osiągnięto największy dla 1. generacji poziom 19 164 sprzedanych samochodów. W kolejnych latach sprzedaż zaczęła spadać z powodu wzrostu wartości jena w stosunku do dolara. W 1997 roku sugerowana cena GS 300 wynosiła już 46 195 $. Produkcja pierwszej generacji została zakończona w roku 1996.

### Toyota Aristo - na rynek japoński (JZS14 1991-1997)

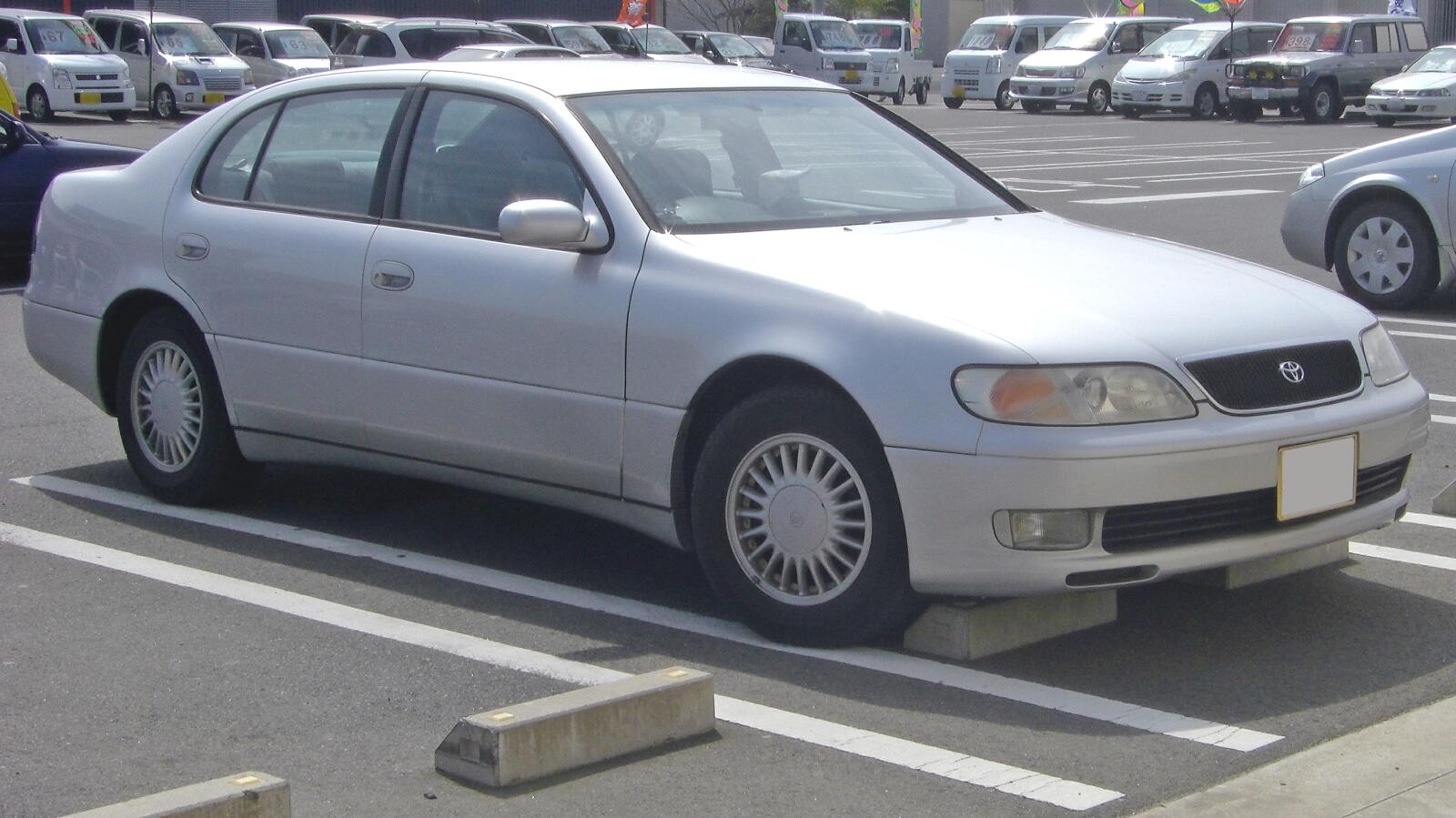
1991–1996 JZS14 Toyota Aristo

Toyota Aristo została zaprezentowana w 1991 roku w Japonii. Wyglądem łudząco przypominała Lexusa GS, jednak różniła się detalami nadwozia i była oferowana tylko na rynek japoński od końca października 1991 roku do 1997 roku. Silniki użyte do napędzania Aristo znacząco różniły się od oferowanych w Stanach Zjednoczonych i Europie - pod postacią Lexusa i były znacznie mocniejsze. Podczas, gdy w 1993 roku zadebiutował GS 300 oferowany był tylko z 3.0l silnikiem R6 o mocy od 212-219 KM przez cały okres produkcji. W japońskim odpowiedniku Aristo można było znaleźć oryginalną wersję 3.0l R6 jednak o wyższej mocy - 230 KM, oznaczoną jako wersja 3.0Q, silnik 1UZ-FE V8 pojemności 4.0l i 250 KM mocy maksymalnej, łączony tylko z napędem na obie osie, pochodził on z większej Toyoty Celsior ta wersja zwana była też 4.0l Zi-Four, lub też wersję 3.0 z silnikiem z Toyoty Supry wraz z dwiema turbosprężarkami i 280 KM. Wszystkie silniki podobnie jak z modelami Lexusa GS łączono z 4 biegowymi skrzyniami automatycznymi.
Wersje Aristo przeznaczono na rynek japoński:
- 3.0Q
- 4.0 Zi-Four (wersja z 1992 roku z silnikiem V8 i napędem na obie osie, z większej Toyoty Celsior)
- 3.0Q Limited (zaprezentowana w sierpniu 1995 roku wersja Euro z tuningowym zawieszeniem)
- 3.0V Limited (wersja z podwójnie doładowanym silnikiem 6 cylindrowym pochodzącym od Toyoty Supry)

### Silniki i specyfikacja Lexusa GS 300
| Wersje na rynek europejski | Wersje na rynek europejski | Wersje na rynek europejski                      | Wersje na rynek europejski | Wersje na rynek europejski | Wersje na rynek europejski      | Moc / Nm               | Moc / Nm   | Osiągi / Zużycie paliwa | Osiągi / Zużycie paliwa | Osiągi / Zużycie paliwa |
| Model                      | Lata produkcji             | Silnik                                          | Skrzynia biegów            | Układ zasilania            | Moc maksymalna                  | Maksymalny moment Nm   | 0–100 km/h | Prędkość maksymalna     | Na 100 km               |                         |
| -------------------------- | -------------------------- | ----------------------------------------------- | -------------------------- | -------------------------- | ------------------------------- | ---------------------- | ---------- | ----------------------- | ----------------------- | ----------------------- |
| GS 300                     | 1991-1997                  | 2JZ-GE / 6-cylindrowy, 3,0 L 24v DOHC           | 4-biegowa automatyczna     | wtrysk                     | 156 kW / 212 KM @ 5800 obr./min | 270 Nm @ 4800 obr./min | 8,8 sek    | 230 km/h                | 10,5 l                  |                         |
| GS 300 T3                  | 1996-1997                  | 2JZ-GE / 6-cylindrowy, 3,0 L 24v DOHC           | 4-biegowa automatyczna     | wtrysk                     | 161 kW / 219 KM @ 5900 obr./min | 282 Nm @ 5200 obr./min | 8,6 sek    | 230 km/h                | 13,6 l                  |                         |
| Wersje na rynek japoński   | Wersje na rynek japoński   | Wersje na rynek japoński                        | Wersje na rynek japoński   | Wersje na rynek japoński   | Wersje na rynek japoński        | Moc / Nm               | Moc / Nm   | Osiągi / Zużycie paliwa | Osiągi / Zużycie paliwa | Osiągi / Zużycie paliwa |
| Model                      | Lata produkcji             | Silnik                                          | Skrzynia biegów            | Układ zasilania            | Moc maksymalna                  | Maksymalny moment Nm   | 0–100 km/h | Prędkość maksymalna     | Na 100 km               |                         |
| Aristo 3.0 Q               | 1991-1997                  | 2JZ-GE / 6-cylindrowy, 3,0 L 24v DOHC           | 4-biegowa automatyczna     | wtrysk                     | 169 kW / 230 KM @ 5900 obr./min | 298 Nm @ 4900 obr./min | 8,5 sek    | 235 km/h                | 10,5 l                  |                         |
| Aristo 3.0 V               | 1991-1997                  | 2JZ-GTE / 6-cylindrowy, 2x TURBO 3,0 L 24v DOHC | 4-biegowa automatyczna     | wtrysk                     | 205 kW / 280 KM @ 5600 obr./min | 451 Nm @ 3600 obr./min | 7,2 sek    | 250 km/h                | 11,5 l                  |                         |
| Aristo 4.0 Zi-Four         | 1992-1997                  | 1UZ-FE / 8-cylindrowy, 4,0 L 32v DOHC           | 4-biegowa automatyczna     | wtrysk                     | 190 kW / 250 KM @ 5400 obr./min | 353 Nm @ 4400 obr./min | 8,0 sek    | 250 km/h                | 13,5 l                  |                         |

## Druga generacja

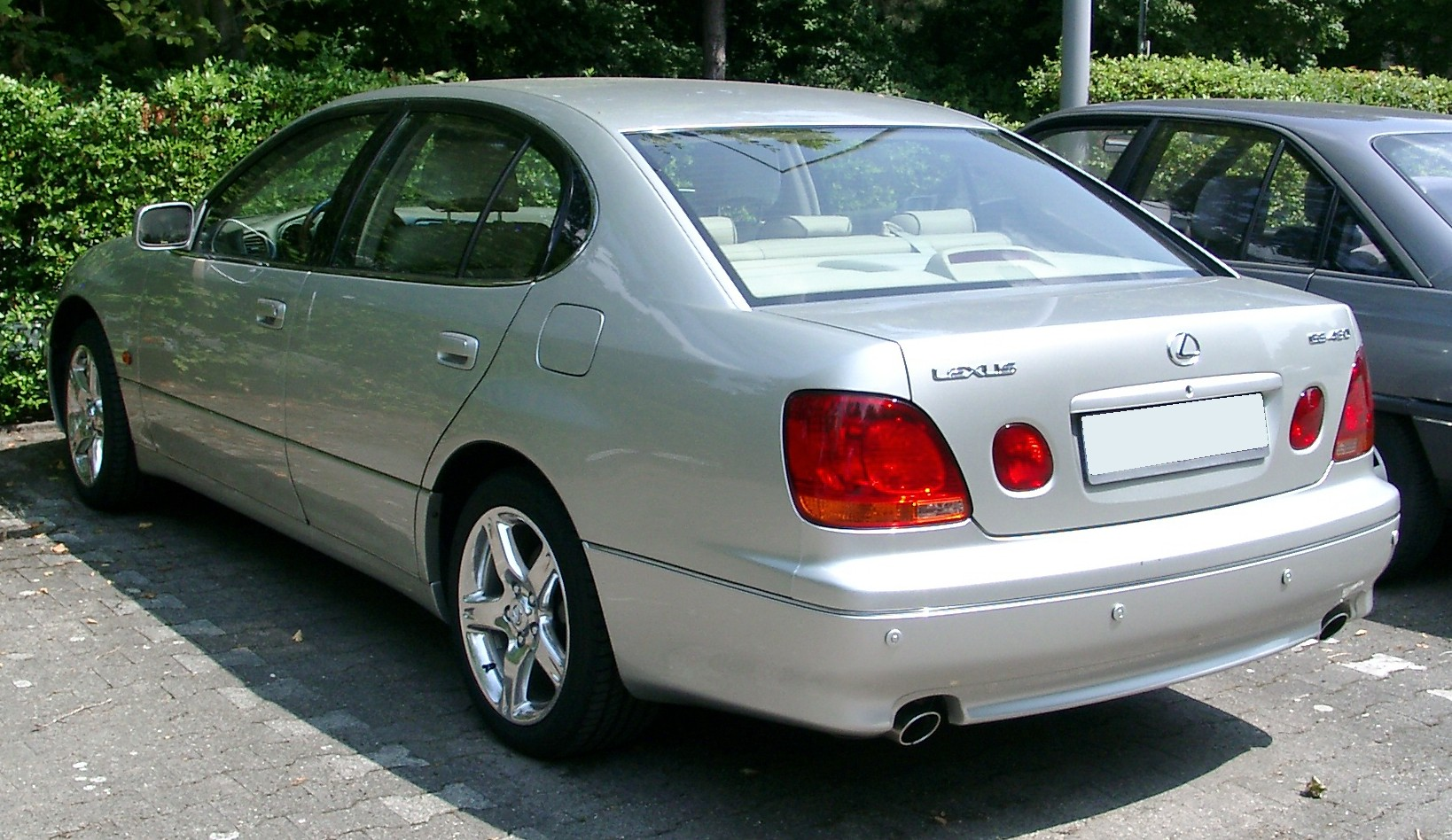
Tył GS II

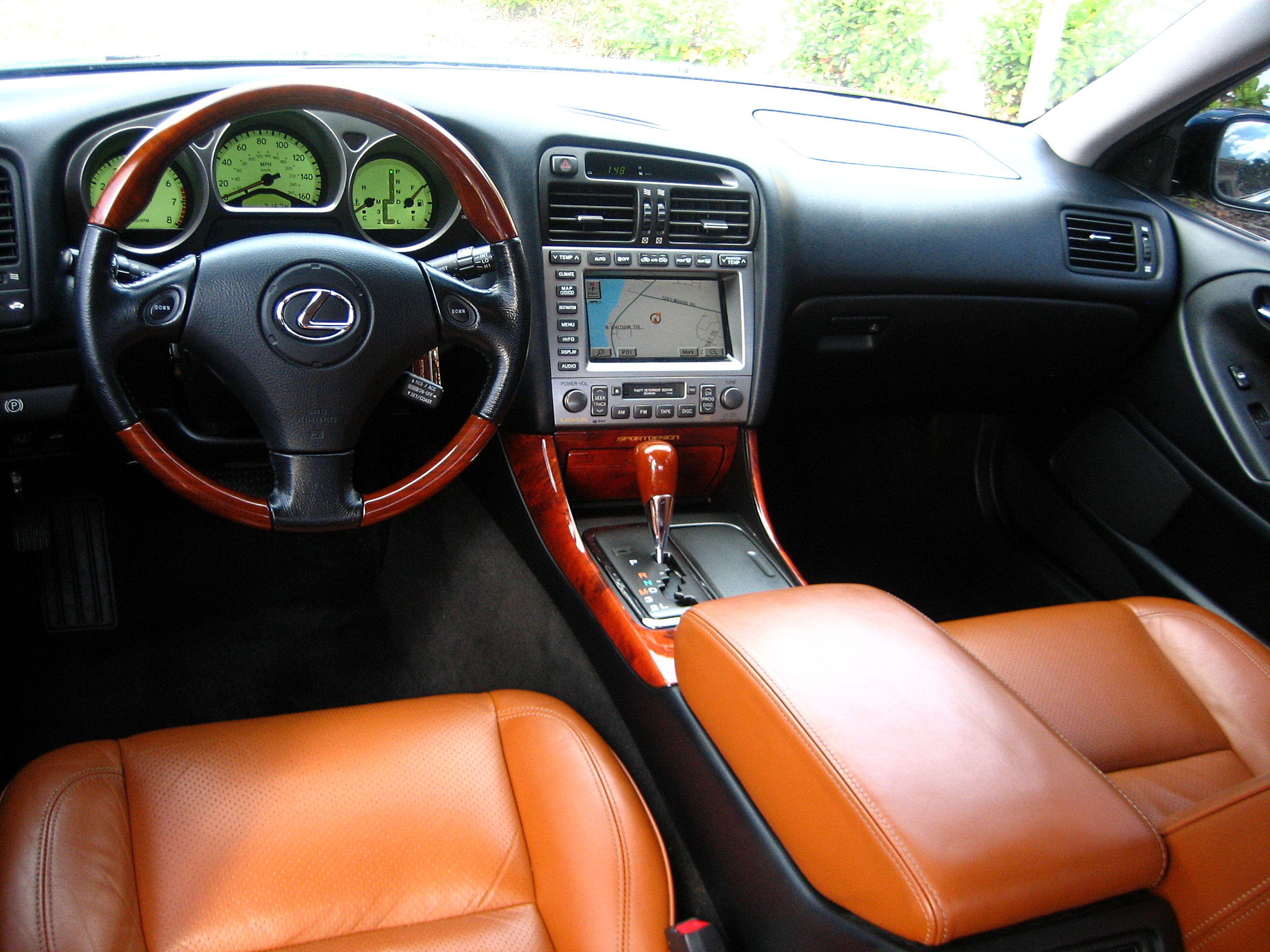
Wnętrze

Lexus GS II W styczniu 1997 Lexus zaprezentował podczas Detroit Auto Show prototyp o nazwie "High Performance Sedan" (HPS). Prezentował on kierunek jaki obrano przy projektowaniu nowego wcielenia GS. W Japonii w sierpniu tego samego roku uruchomiono produkcję drugiej generacji modelu Aristo (oznaczenie JZS160 dla silnika 2JZ-GE, JZS161 (V300 version) dla turbodoładowanych jednostek 2JZ-GTE). Silniki standardowo wyposażone były w system VVT-i co zaowocowało wzrostem wartości momentu obrotowego. Wersja twin-turbo dostępna była z elektronicznie sterowanym systemem skrętu czterech kół, kontrolą trakcji oraz automatyczną skrzynią biegów z trybem sekwencyjnym.
Przy projektowaniu pojazdu użyto nowej płyty podłogowej znanej z Toyoty Crown. Podstawowym źródłem napędu został nieco zmodyfikowany silnik R6 3.0 2JZ-GE o mocy 231 KM (168 kW) i maksymalnym momencie obrotowym 305 N·m znany z pierwszej generacji. Na rynek USA przygotowano także wersję GS 400 (UZS160) wyposażoną w silnik V8 4.0 1UZ-FE o mocy 304 KM (224 kW) i momencie obrotowym 420 N·m. Oba modele dostępne były z 5-biegową skrzynią automatyczną, GS 400 dodatkowo wyposażony był w przyciski do zmiany biegów zamontowane na kole kierownicy, w GS 300 rozwiązanie to pojawiło się dopiero w 2001 roku. Wersja z turbodoładowaniem była niedostępna poza rynkiem japońskim. Czas przyspieszenia 0-60 mph dla wersji GS 400 pozwolił Lexusowi na stwierdzenie, że był to pod tym względem najszybszy sedan w momencie wprowadzenia na rynek (1997).
Wprowadzenie drugiej generacji na rynek Lexus promował pochodzącym z Makbeta Szekspira cytatem "Something wicked this way comes". Drugie wcielenie Lexusa GS odniosło większy sukces niż pierwowzór, w pierwszym roku produkcji sprzedaż osiągnęła poziom 30 622 sztuk, od roku 2000 ustabilizowała się na poziomie 28 079 egzemplarzy. Sugerowane ceny detaliczne na rynku USA dla wersji GS 300 i GS 430 wynosiły odpowiednio 38 000 $ i 47 000 $. Sukces jaki odniosła druga generacja sprawił, że Lexus kontynuował jej produkcję przez osiem lat.
W roku 1998 Lexus GS zdobył tytuł Import Car of the Year w rankingu magazynu Motor Trend. W latach 1998–2000 figurował także w zestawieniu Ten Best magazynu Car and Driver. W testach IIHS samochód z rocznika 1999 zebrał notę "Good" za zderzenie czołowe.

### Facelifting
W roku 2000 przeprowadzono facelifting modelu, zmodernizowana wersja oferowana była na rynku USA jako rocznik 2001. Była to jedyna większa modernizacja drugiej generacji Lexusa GS. Zmieniono wygląd lamp w tylnym pasie nadwozia, atrapę chłodnicy oraz nieznacznie przydymiono klosze przednich reflektorów. Dla wersji z silnikami V8 standardem stały się ksenonowe reflektory w technice HID, opcjonalnie dostępne dla GS 300. Wewnątrz kabiny pasażerskiej dodano więcej drewnianych elementów wykończenia, wersja GS 300 otrzymała możliwość zmiany biegów poprzez przyciski na kole kierownicy. Samochód otrzymał powiększoną o 0,3 l jednostkę V8, co pociągnęło za sobą zmianę nazwy na GS 430 (UZS161). Moc maksymalna pozostała na tym samym co wcześniej poziomie, maksymalny moment obrotowy wzrósł jednak do 441 N·m.
W roku 2001 Lexus dodał do swojej oferty limitowaną wersję GS 300 "SportDesign". Zawierała ona układ zawieszenia przejęty z GS 430, szersze opony 225/55VR-16 Michelin Pilot HX oraz polerowane felgi ze stopów lekkich. Wewnątrz samochód otrzymał skórzane wykończenie z większa liczbą czarnych i stalowych akcentów. Produkcja limitowanej wersji utrzymywała się na poziomie 3300 egzemplarzy rocznie, zakończono ją w 2004 roku.

## Trzecia generacja

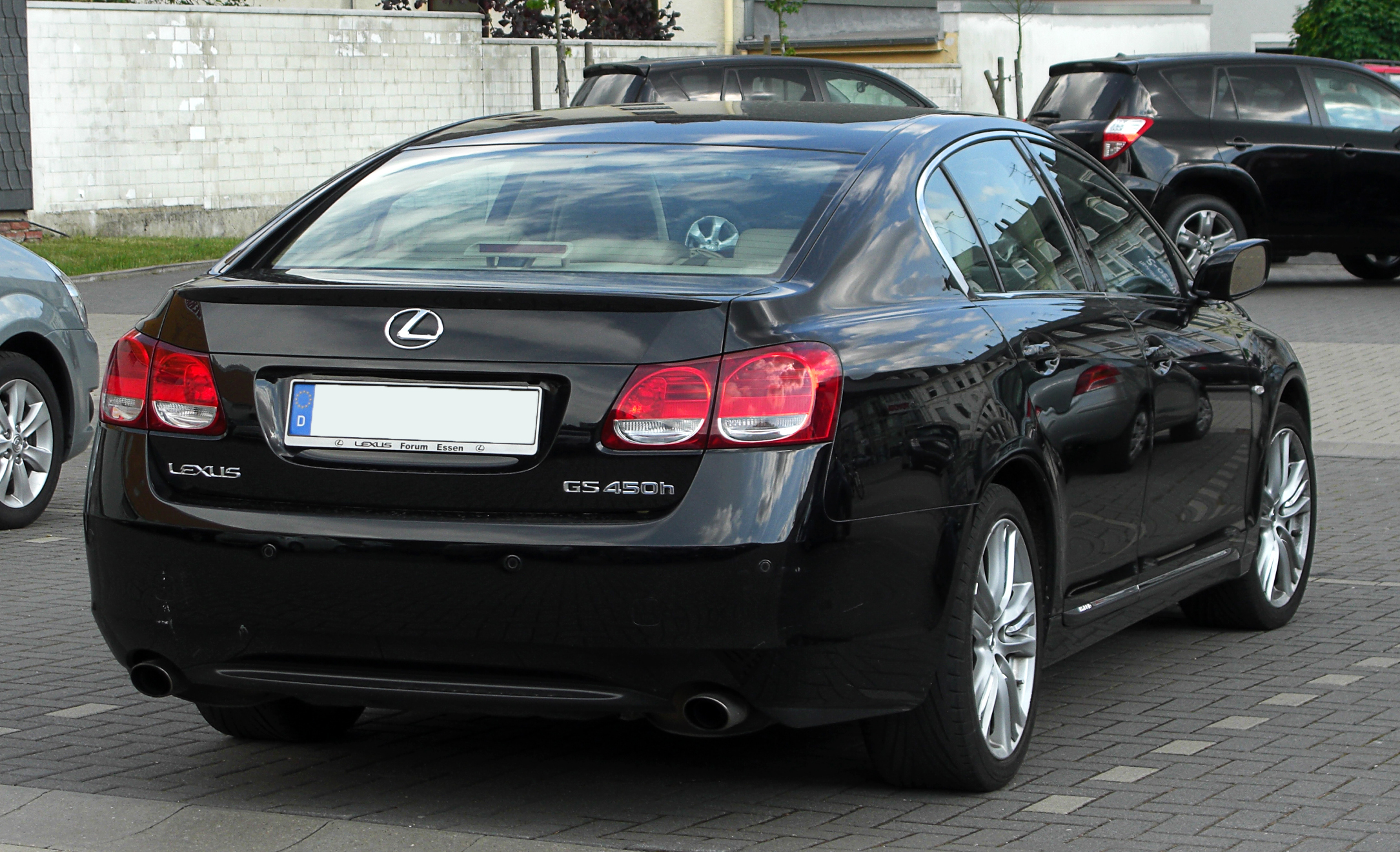
Tył GS III

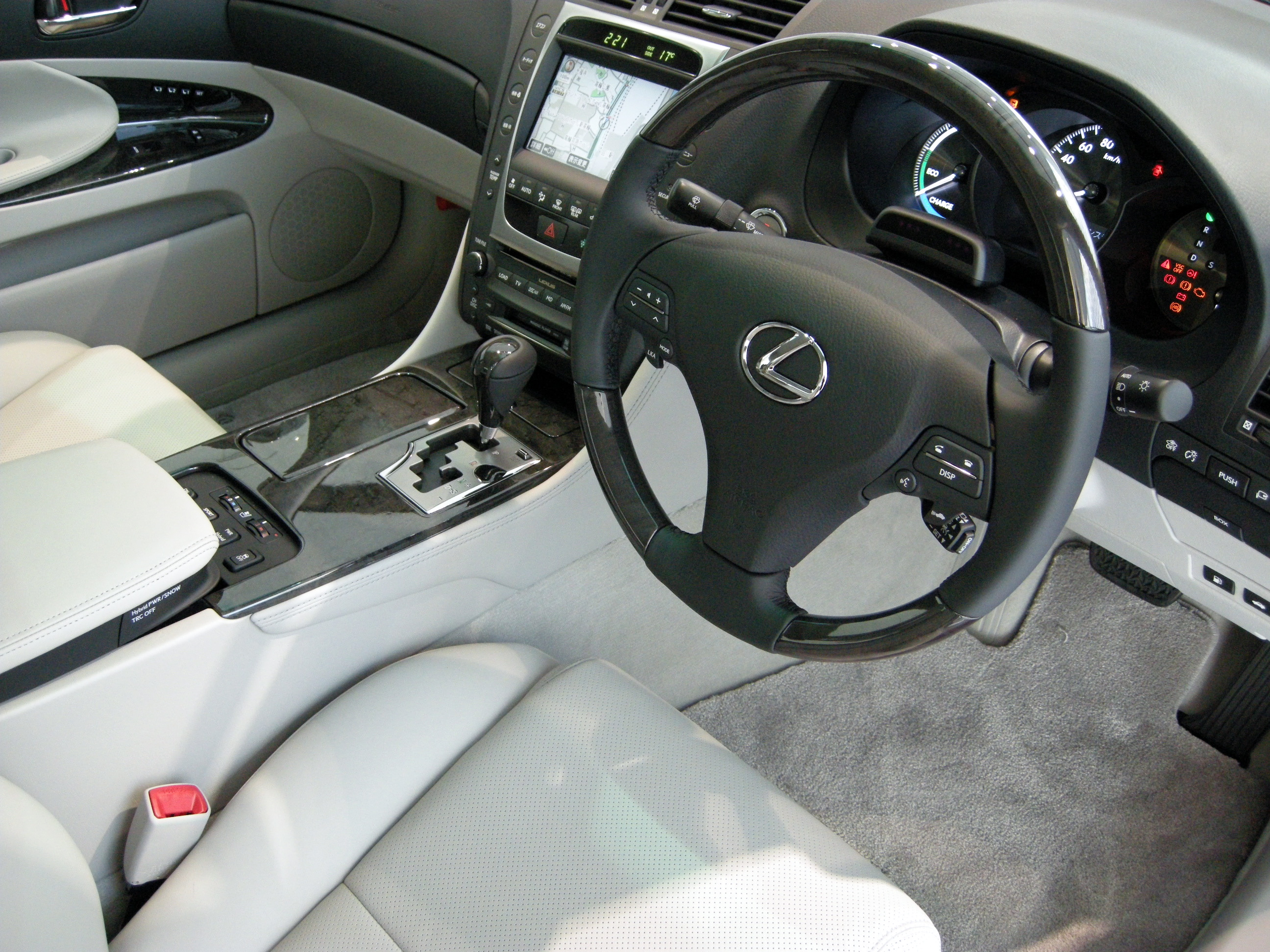
Wnętrze

W październiku 2003 roku Lexus zaprezentował prototyp LF-S (Lexus Future Sedan) ukazujący kierunek obrany przy projektowaniu nowego GS. Pierwsza prezentacja trzeciej generacji GSa miała miejsce w 2004 roku podczas Geneva Auto Show (wersja przedprodukcyjna), wersję produkcyjną zaprezentowano w Detroit podczas North American International Auto Show 2005. Produkcję trzeciej generacji rozpoczęto 24 stycznia 2005. Nie użyto przy tym ponownie nazwy Aristo dla wersji przeznaczonej na rynek japoński, Lexus stał się marką ogólnoświatową. Samochód wpisywał się w nowy nurt stylistyczny Lexusa, L-finesse design, charakteryzował się muskularnymi kształtami nadwozie, podwójnymi lampami z przodu jak i wykonanymi w technologii LED z tyłu oraz jednoczęściowymi zderzakami. Współczynnik oporu powietrza wynosił 0,27 Cd. Trzecia generacja używa nowej płyty podłogowej współdzielonej w późniejszym czasie z drugą generacją modelu IS.
Z wrześniem 2005 do sprzedaży na rynku japońskim trafiły wersje GS 350 (GRS191) i GS 430 (UZS190). Do napędu GS 350 użyto silnika V6 3.5 2GR-FSE z bezpośrednim wtryskiem paliwa D4-S, GS 430 wyposażony był zaś w znany z poprzedniej generacji motor V8 4.3 3UZ-FE. Sprzedaż na rynku USA rozpoczęto w marcu 2006 roku, oferowane były wersje GS 300 (GRS190, silnik V6 3.0 3GR-FSE) i GS 430. Wszystkie samochody oferowane były z 6-biegową automatyczną skrzynią biegów wyposażoną w tryb sekwencyjny. GS 300 można było zamówić z napędem AWD. Nowością dla linii GS był system Electric Power Steering (EPS), wersje V8 i hybrydowa wyposażone były oprócz tego w układy: Variable Gear Ratio Steering (VGRS) i Electronically Controlled Brake (ECB), Adaptive Variable Suspension (AVS) oraz Vehicle Dynamics Integrated Management (VDIM).
Wersja z napędem hybrydowym zaprezentowana została po raz pierwszy na 2005 New York International Auto Show. Otrzymawszy oznaczenie GS 450h (GWS191) dołączyła do gamy modeli GS w roku 2006 już jako rocznik 2007. Był to pierwszy masowo produkowany tylnonapędowy samochód klasy wyższej z napędem hybrydowym. Wolnossący silnik V6 3.5 2GR-FSE współpracujący z motorem elektrycznym połączono ze skrzynią CVT. Dzięki wykorzystaniu systemu Lexus Hybrid Drive GS 450h został sklasyfikowany jako Super Ultra Low Emissions Vehicle (SULEV). Łączna moc układu napędowego wynosi 343 KM (253 kW), czas przyspieszenia 0-60 mph wynosi według danych producenta 5,2 s.
Standardowo samochód wyposażony był w liczne poduszki powietrzne (w tym kolanowe i boczne chroniące klatkę piersiową), układ adaptatywnego oświetlenia drogi, ABS, EBD, BAS oraz ESP. Opcjonalnie dostępny był system Pre-Collision System (PCS) wspomagany przez Dynamic Radar Cruise Control. Od rocznika 2007 GS 300 został zastąpiony przez GS 350 (rynek USA oraz pozostałe eksportowe). Głównymi konkurentami Lexusa GS 3. generacji były: BMW E60, Mercedes-Benz W211, Volvo S80, Audi A6, Jaguar XF, Infiniti M i Acura RL.

### Facelifting
W roku 2007 przygotowano wersję GS 460 (URS191) mającą zastąpić GS 430 (dla rocznika 2008). Do napędu użyto nowego silnika V8 4.6 1UR-FSE o mocy 346 KM i maksymalnym momencie obrotowym 460 Nm połączonym z 8-biegową automatyczną skrzynią biegów. Czas przyspieszenia 0-60 mph dla tej wersji wynosił według producenta 5,5 s. GS 450h wciąż był najdroższą wersją GSa, pozostał także najszybszy pod względem przyspieszenia 0-60 mph, mimo że jest cięższy od GS 460.
Wraz z wprowadzeniem GS 460 cała linia GS przeszła delikatny facelifting, przeprojektowano atrapę chłodnicy, przedni zderzak oraz światła, kierunkowskazy przeniesiono na lusterka boczne. Zmieniono także nieznacznie wygląd i funkcjonalność elementów wyposażenia kabiny pasażerskiej.

#### Dane techniczne
| Wersja | Oznaczenie silnika | Układ/liczba cylindrów | Pojemność | Moc   | Moment obrotowy | Rodzaj napędu | Prędkość maks. | Przyspieszenie 0-100km/h |
| ------ | ------------------ | ---------------------- | --------- | ----- | --------------- | ------------- | -------------- | ------------------------ |
| GS300  | 3GR-FSE            | V6                     | 2995 cm3  | 250KM | 310Nm           | RWD           | 240km/h        | 7.2s                     |
| GS350  | 2GR-FSE            | V6                     | 3456 cm3  | 307KM | 368Nm           | RWD           | 230km/h        | 5.9s                     |
| GS350  | 2GR-FSE            | V6                     | 3456 cm3  | 307KM | 368Nm           | AWD           | 209km/h        | 6s                       |
| GS450h | 2GR-FXE            | V6                     | 3456 cm3  | 339KM | 362Nm           | RWD           | 211km/h        | 5.4s                     |
| GS430  | 3UZ-FE             | V8                     | 4293 cm3  | 279KM | 417Nm           | RWD           | 250km/h        | 6.1s                     |
| GS460  | 1UR-FSE            | V8                     | 4608 cm3  | 347KM | 460Nm           | RWD           | 250km/h        | 5.8s                     |

## Czwarta generacja

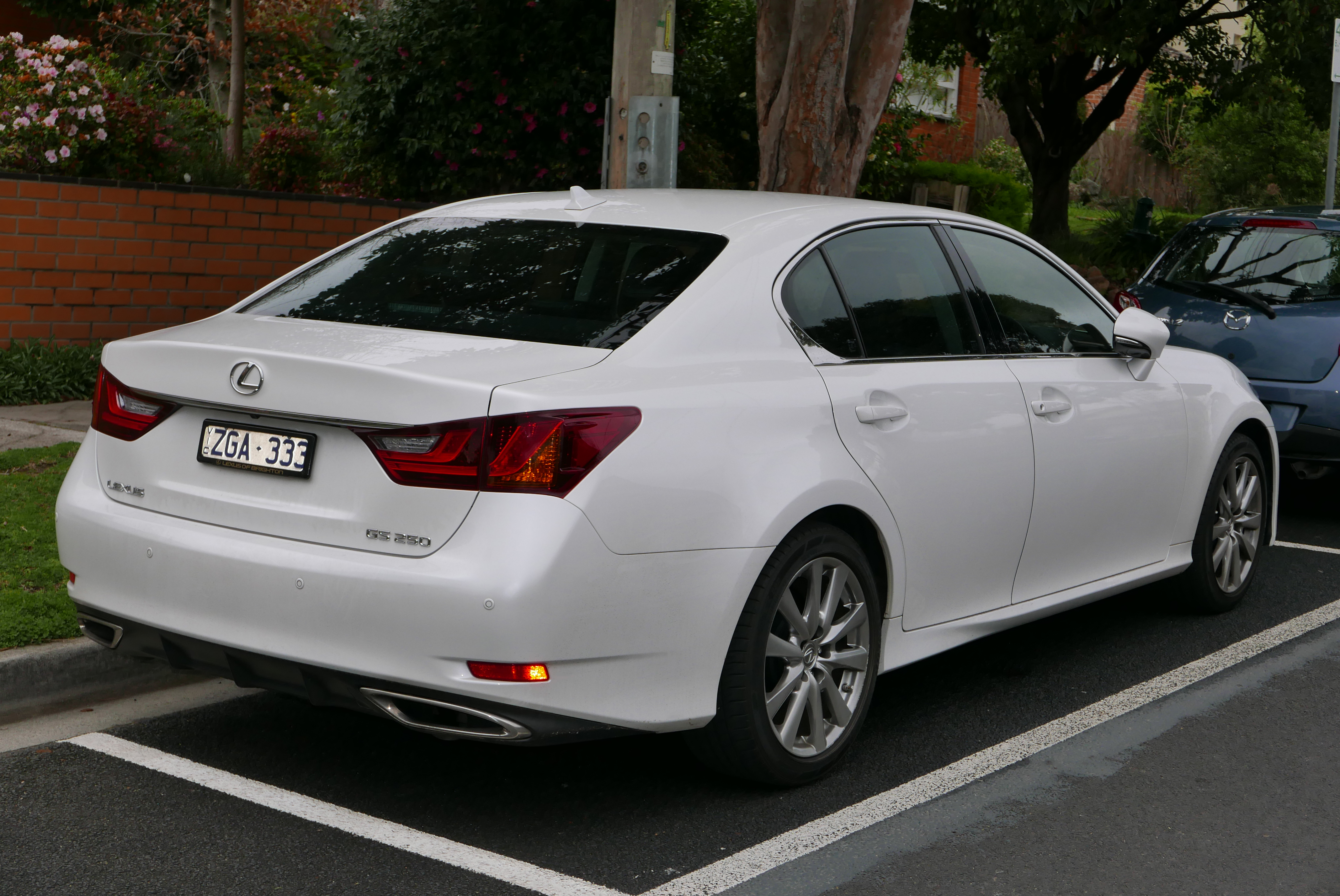
Lexus GS IV - tył przed liftingiem

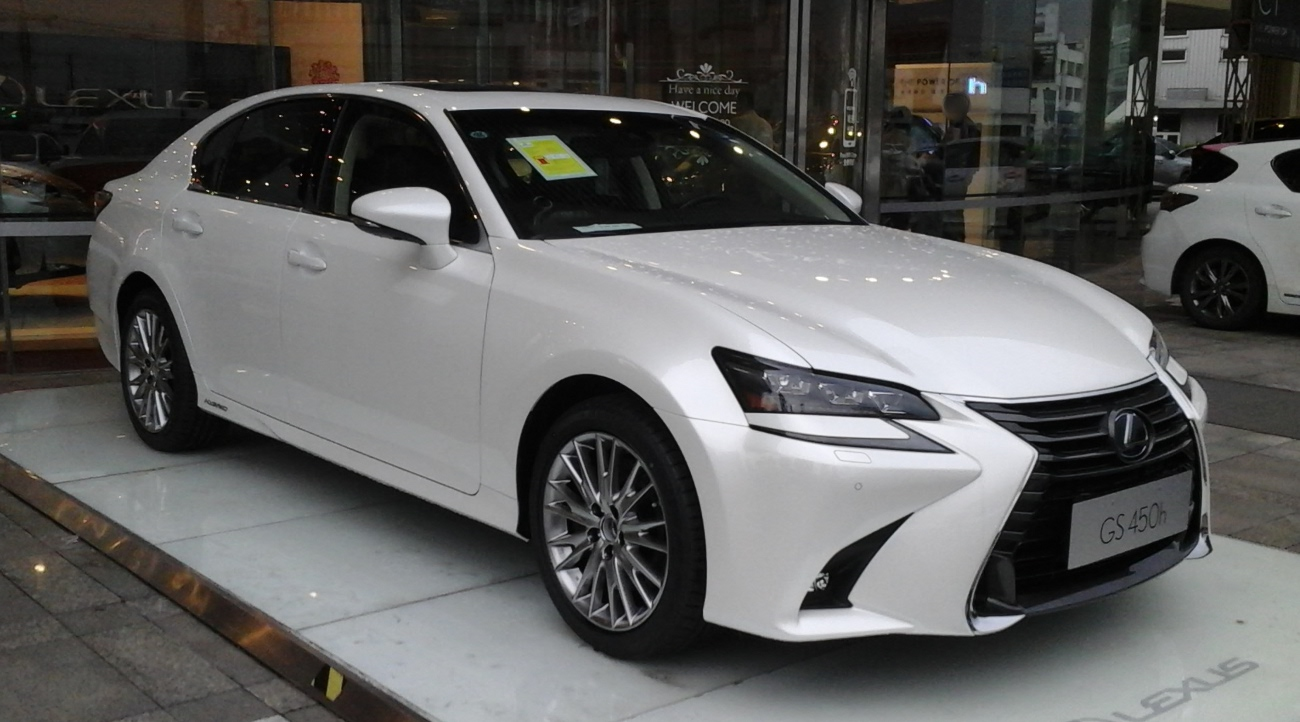
Lexus GS IV po liftingu

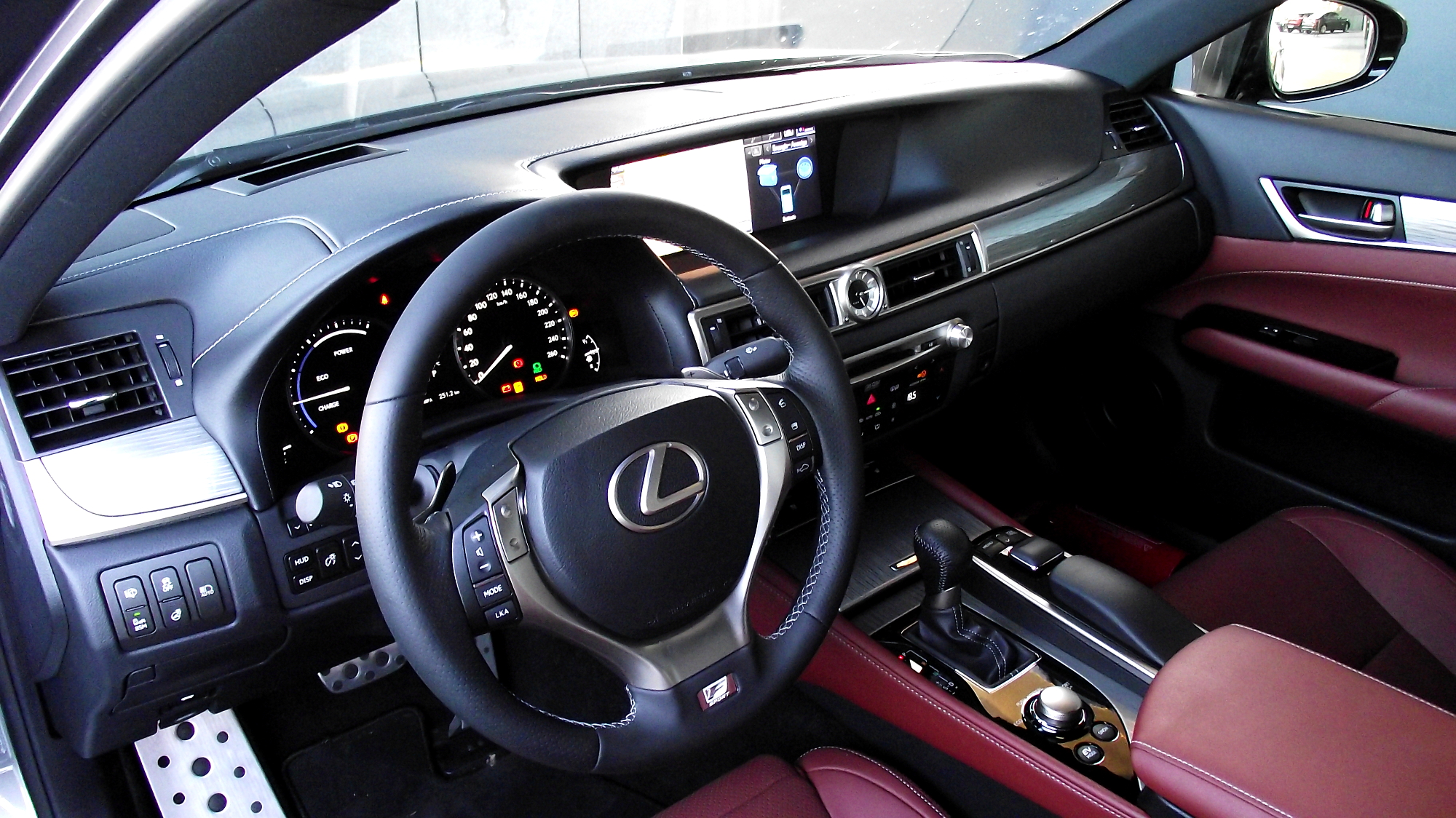
Wnętrze

Lexus GS IV – został zaprezentowany podczas New York International Auto Show 2011 Lexus zaprezentował prototyp o nazwie LF-Gh (Lexus Future Grand-Touring Hybrid). Samochód charakteryzował się dużym przednim grillem oraz całkowicie nowym wnętrzem z tradycyjnym zegarem. Pojazd został odebrany przez dziennikarzy jako wyznacznik wyglądu kolejnej generacji GSa
Wersja produkcyjna miała swoją premierę podczas Pebble Beach Concours d'Elegance w sierpniu 2011. Pojazd przejął z konceptu LF-Gh charakterystyczną atrapę chłodnicy, jednak w mniej agresywnej postaci, wymiary nadwozia pozostały w porównaniu z trzecią generacją praktycznie niezmienione, przednie i tylne lampy wykonane w technologii LED wyznaczają nowy trend stylistyczny Lexusa. Przeprojektowano podwozie pojazdu co zaowocowało zmniejszeniem masy własnej. Podczas debiutu zaprezentowany został model GS 350 z silnikiem V6 3.5 i 6-biegową automatyczną skrzynią biegów. Samochód może poruszać się w czterech trybach jazdy: ECO, Normal, Sport S i Sport S+ (niektóre wersje). Każdy z nich zawiera inne ustawienia skrzyni biegów i układu zawieszenia. Wersja GS 350 F-Sport wyposażona jest dodatkowo w układ skrętnej tylnej osi. W 2013 roku producent wyposażył auto w nową skrzynię biegów, system Siri Eyes Free, a także nowy, kolorowy wyświetlacz HUD (head-up display) oraz dodatkowy system ostrzegania o samochodach znajdujących się z tyłu - oprócz tradycyjnego systemu ostrzegającego o samochodzie znajdującym się w martwym polu lusterka, zastosowano układ o nazwie Rear Cross Traffic.
Nowy GS 450h, którego łączna moc maksymalna wynosi 345 KM, dzięki wykorzystaniu cyklu Atkinsona charakteryzuje się o 35% mniejszym zużyciem paliwa niż GS 450h poprzedniej generacji W porównaniu z poprzednią generacją wzrosła pojemność bagażnika, zarówno dla wersji standardowej jak i hybrydowej.
W styczniu 2014 roku Lexus zaprezentował usportowioną odmianę modelu GS o nazwie GS F. Samochód otrzymał zmodyfikowany pas przedni (większą osłonę chłodnicy i zderzak), nakładki progowe i tylny dyfuzor. Zwiększono m.in. sztywność skrętną nadwozia i przeprojektowano układ hamulcowy. Źródłem napędu jest bezynowy V8 o pojemności 5,0 l. Silnik rozwija moc 473 KM i maksymalny moment obrotowy 527 Nm.

### Koniec modelu GS w Europie
W kwietniu 2018 roku Lexus GS został wycofany z rynku europejskiego bez dalszej kontynuacji tej serii modelowej. Zastąpiła go siódma generacja podobnych wymiarów modelu ES, który dotychczas oferowany był tylko na wybranych rynkach. GS był nadal produkowany między innymi na rynek amerykański, jednak na sierpień 2020 roku zaplanowano zakończenie produkcji modelu.

### Wersje wyposażeniowe
- Eco (pakiet dla wersji Elite pozwalający ograniczyć zużycie paliwa)
- Elite
- Elegance
- Comfort
- F Sport
- Prestige